# Walter Van Gerven
Walter, Maurice, Maria, Louis, baron Van Gerven est un avocat, professeur et juriste belge flamand né le 11 mai 1935 à Saint-Nicolas et mort le 8 juillet 2015  à Louvain.

## Professorat
Walter Van Gerven fut professeur à la Katholieke Universiteit Leuven, à l'Université de Maastricht et professeur invité de l'université de Chicago (1968-1969), de l'université d'Amsterdam (1981-1986), du King's College de Londres et de l'université de Gand.

## Fonctions et affiliations
- Membre (président en 1991) de l'Koninklijke Vlaamse Academie van België voor Wetenschappen en Kunsten (depuis 1977);
- Membre étranger des l'Académie royale néerlandaise des arts et des sciences (depuis 1985)
- Membre de l'Académie européenne des sciences (depuis 1989)
- Membre du CA de la Katholieke Universiteit Leuven
- Vice-président du CA de l'Académie européenne de droit à Trèves
- Vice-recteur et président du groupe Sciences sociales de la Katholieke Universiteit Leuven (1970-1976)
- Président de la Commission bancaire de Belgique (1982-1988)
- Avocat-général de la Cour de justice européenne (1988-1994)
- Président du Dutch board of Quality Assessment of Research (1990-1995)
- Membre du comité d'experts indépendants désigné par le Parlement européen pour enquêter sur la fraude, la malgouvernance et le népotisme dans l'Union européenne (1999)
- Arthur and Frank Payne Distinguished Lecturer à l'Institut des études internationales de l'université Stanford, USA (2003)

## Distinctions
- Lauréat des prix Collin et baron Émile van Dievoet
- Commandeur de l'ordre de Léopold

Il fut élevé au rang de baron par SM le roi Albert II de Belgique en 1993. Sa devise est « Met Recht en Rede ».

## Publications
Van Gerven est l'auteur de nombreux livres et manuels de droit et de près de 300 publications scientifiques dans des périodiques de droit.

### Livres
- Verkoop met premie, in: Algemene Praktische Rechtsverzameling, Bruxelles, Larcier, 1958, 92 p. (premier lauréat du Concours Universitaire).
- De investment trust in Belgë en Nederland, Louvain, 1959, 300 p. (lauréat du Concours du Comité National de placements en titres).
- Het toegeven van premies in het klein-Europees handelsverkeer, Bruxelles, Bruylant, 1960, 280 p. (Prix Fernand Collin).
- Bewindsbevoegdheid. Rechtsvergelijkende bijdrage tot een algemene theorie van bewind over andermans vermogen, Bruylant, 1962, 434 p. (bekroond met de Emiel van Dievoet Prijs).
- Principes du droit des ententes de la CEE, Bruxelles, Bruylant, 1966, 370 p.
- Les accords entre entreprises dans le droit des ententes de la CEE, Ed. U.G.A., Heule, 1966, 75 p.
- (ed., avec R. Dillemans) Beginselen van Belgisch Privaatrecht, Algemeen deel, Standaard Wetenschappelijke Uitgeverij, 1969, 519 p., réédition en 2010.
- Het beleid van de rechter, Standaard Wetenschappelijke Uitgeverij  & W.E.J. Tjeenk Willink, Anvers/Zwolle, 1973, 166 p.
- (ed., avec R. Dillemans) Handels- en Economisch Recht, deel 1: Ondernemingsrecht, in: Beginselen van Belgisch Privaatrecht, Antwerpen/Amsterdam, S.W.U., 1975, 584 p.
- De taak van de rechter in een West-Europese democratie, Anvers/Deventer, Kluwer, 1977,26 p.
- Leerboek Handels- en Economisch Recht, deel I, S.W.U., Anvers/Amsterdam, 1978, 259 p.
- Leerboek Handels- en Economisch Recht, deel II, S.W.U., Anvers/Amsterdam, 1978, 248 p.
- Leerboek Handels- en Economisch Recht, deel III, S.W.U., Anvers/Amsterdam, 1979, 250 p.
- Beginselen van behoorlijk handelen, Story-Scientia/Tjeenk Willink, Gand/Deventer, Story Recht, 1983, 21 p.
- Verbintenissenrecht, Leidraad bij de colleges, 2 delen, Leuven, Acco, 1983, 360 p., et 1984 (2de uitgave), 360 p. (avec W. Wilms).
- Hoe blauw is het bloed van de Prins? De overheid in het verbintenissenrecht, Anvers, Kluwer rechtswetenschappen, 1984, 89 p.
- Handels- en Economisch Recht, deel 2A, Mededingingsrecht: Handelspraktijken, in: Beginselen van Belgisch Privaatrecht, XIII, Gand, Story, 1985, 281 p., (avec J. Stuyck).
- Handels- en Economisch Recht, dee! 2B, Mededingingsrecht: Kartelrecht, in: Beginselen van Belgisch Privaatrecht, Gand, Story, 1985, 518 p., (avec M. Maresceau en J. Stuyck).
- Verbintenissenrecht, Leidraad bij de werkcolleges, Documentatie (2 delen), Louvain, Acco, 1986, 196 p., (avec S. Stijns).
- Met recht en rede, Lannoo, Tielt, 1987, 240 p. (Prix De Standaard).
- Verbintenissenrecht, Leidraad bij de colleges, Louvain, Acco, deel 2, 3de herziene uitgave, 1988, 274 p., (avec S. Stijns en G. t'Jonck).
- Handels- en Economisch recht, dl. I, Ondernemingsrecht, in: Beginselen van Belgisch Privaatrecht, 3de herz. uitgave, 1989 (avec H. Cousy en J. Stuyck).
- (avec M. Eyskens et R. Dillemans) Wegwijs Geld, Louvain, Davidsfonds, 1990, 669 p.
- Verbintenissenrecht, Leidraad bij de colleges, boekdeel 1: verbintenissen uit overeenkomsten, eenzijdige rechtshandelingen en quasi-contracten, volledig vernieuwde uitgave, Louvain, Acco, 1991, 205 p.
- Verbintenissenrecht, leidraad bij de colleges, boekdeel 1: Verbintenissen uit meerzijdige en eenzijdige rechtshandelingen; boekdeel 2: Verbintenissen uit de wet; boekdeel 3 (avec E. Dirix): De Verbintenis in het algemeen, Louvain, Acco, herz. uitgave 1992-93.
- Verbintenissenrecht, verzameling rechtspraak, 3 dln., Louvain, Acco, volledig herziene uitgave 1993.
- Verbintenissenrecht, leidraad bij de colleges, boekdeel 1 en boekdeel 3 (avec E. Dirix), 1995-96, p. 1-192 en 343-491.
- Kartelrecht, in: Beginselen van Belgisch Privaatrecht, deel XIII, 2B, Gand, StoryScientia, 1996, 1089 p., (avec L. Gyselen, M. Maresceau, J. Steenbergen, J. Stuyck).
- Verbintenissenrecht, leidraad bij de colleges, delen 1 en 2, vijfde herziene uitgave, deel 3 (avec E. Dirix), zesde herziene uitgave, Louvain, Acco, 1997-98, 498 p.
- Verbintenissenrecht, leidraad bij de colleges, deel 1,Louvain,  Acco 1998-1999, 209 p.; Deel 2, Acco, 1999,2000, 195 p.
- Cases, materials and text on national, supranational and international tort law. Scope of Protection, in: Ius Commune Casebooks for the Common Law of Europe, Oxford, Hart Publishing, 1998, 494 p. (avec J. Lever, P. Larouche, C. von Bar en G. Viney).
- Cases, materials and text on national, supranational and international tort law, in: Ius Commune Casebooks for the Common Law of Europe, Oxford, Hart Publishing, 2001, 1020 p. (abvec J. Lever, P. Larouche).
- Verbintenissenrecht, leidraad bij de colleges, Louvain, Acco, deel 1, 1998-99, 209 p. deel 2, 1999-2000, 195 p.
- Ethical and political responsibility of EU Commissioners, in: C.M.L.R. 37, 2000, 1-6.
- Managing the European Union: for better or for worse, in: B.S. Markesinis (ed.), The Clifford Chance Millennium Lectures. Coming together of the Common Law and the Civil Law, Hart Publishing, Oxford, 2000, p. 91-104.
- Cases, materials and text on national, supranational and international tort law, in: Ius Commune Casebooks for the Common Law of Europe, Hart Publishing, Oxford, 2001, 1020 p. (i.s.m. J. Lever en P. Larouche).
- Of Rights, Remedies and Procedures, in: C.M.L.R. 37, 2000, 501-536.
- A Common Law for Europe: the Future meeting the Past?, in: European Review for Private Law, 2001, 485-503.
- The European Union. A Polity of States and Peoples, Hart Publishing, Oxford, 2005, 397 p.
- Verbintenissenrecht, Acco, Louvain, 2001, 459 p. (avec S. Covemaeker), herwerkt in 2006, 728 p., en in 2010.
- The European Union: a policy of states and peoples, 2005.
- Verbintenissenrecht, Louvain, Acco, 2006, 728 p. (avec S. Covemaeker).
- Algemeen Deel. Veertig jaar later. Privaat- en publiekrecht in een meergelaagd kader van regelgeving, rechtsvorming en regeltoepassing, Reeks 'Beginselen van Belgisch Privaatrecht', nr. 1., Mechelen, Kluwer, 2010, 603 p. (avec S. Lierman).
- Verbintenissenrecht (avec A. Van Oevelen), Louvain, Acco, 2015.

### Articles
- Bringing (Private) Laws Closer to Each Other at the European Level (janvier 2005).
- Codifying European private law? Yes, if!, European Law Review, 2002, 156-176.
- Comparative Law in a European regionally integrated context in: A. Harding and E.
- Substantive Remedies for the private Enforcement of EC Antitrust Rules before National Courts in: J. Stuyck and H. Gilliams, Modernisation of European Competition law, 2002, Intersentia, Anvers, p. 93-136 (in: Leuven CCLE series - Volume 2).
- A Common Law for Europe: the Future meeting the Past?, European Review for Private Law, 2001, 485-503.
- Comparative Law in a texture of Communitarization of national law and Europeanization of Community law, in: D. O, 2000
- Constitutional conditions for a Public Prosecutor, 2000
- Enforcing Community Rights in national courts: the remedies of Compensation, Interim relief and Restitution in: Internationales Privatrecht im Binnenmarkt: Europ, 2000
- Guest Editorial: Ethical and political responsibility of EU Commissioners, C.M.L.R. 37, 2000, 1-6.
- Managing the European Union: for better or for worse in: B.S. Markesinis (ed.), The Clifford Chance Millennium Lectures. Coming together of the Common Law and the Civil Law, Hart Publishing, Oxford, 2000, p. 91-104.
- Of Rights, Remedies and Procedures, in: C.M.L.R. 37, 2000, 501-536.
- Cases, materials and text on national, supranational and international Tort Law, avec J. Lever et P. Larouche, Hart Publishing, Oxford, 2000, xcix, 969 p.
- From Communitarisation of National Tort Rules to Europeanisation of Community Tort Law: The Invader Invaded in: Auslegung europ, 1999
- The Effect of Proportionality on the Actions of Member States of the European Community: National Viewpoints from Continental Europe in The Principle of Proportionality in the Laws of Europe, 1999, Hart Publishing, Oxford, p. 37-63.
- The invader invaded or the need to uncover general principles common to the laws of the Member States in: M, 1999
- Mutual Permeation of Public and Private Law at the National and Supranational Level, Maastricht Journal of European and Comparative Law, 1998, vol. 5, 7-24.
- The ECJ's case law as a means of unification of Private Law, Fordham International Law Journal, 1997, 680-698 (also published in: European Review of Private Law, 1998, 293-307 et in: A. Hartkamp e.a. (eds.) Towards a European Civil Code, 2e éd., 1998, p. 91-104).
- Coherence of Community and national laws. Is there a legal basis for a European Civil Code?, European Review of Private Law, 1997, vol. 5, 465-469.
- Community and National Legislators, Regulators, Judges, Academics and Practitioners: Living together apart? B.S. Markesinis (ed.), Law Making, Law Shaping, Law Funding, Clifford Chance Lectures, Vol. II, Oxford, 1997, 13-35.
- The ECJ's Recent case-law in the field of Tort Liability. Towards a European Ius Commune? in: Jansen, Koster en Van Zutphen (eds.), European Ambitions of the National Judiciary, 1997, 91-110
- The European Union: A Polity Of States And Peoples
- Torts: Scope of Protection avec Jeremy Lever, Pierre Larouche et Geneviève Viney